# Nový Knín
Nový Knín (německy Neu Knin) je město v okrese Příbram ve Středočeském kraji, asi 9 km východně od Dobříše. Žije zde přibližně 2 100 obyvatel.
Jako dvorec je připomínán již roku 1186, kdy zde pobýval a jednal kníže Bedřich. Historické jádro města je od roku 1990 městskou památkovou zónou.
Městem protéká říčka Kocába. Jádro původního Nového Knína leží na jejím pravém břehu, na levém břehu pak leží jádro v minulosti samostatné vsi Starý Knín, která po roce 1960 s Novým Knínem administrativně splynula, a to včetně číslování domů (proto není uvedena níže ve výčtu místních částí, je základní sídelní jednotkou v rámci místní části Nový Knín); zachováno zůstalo pouze katastrální území. Katastrální hranice mezi oběma částmi však tok říčky nerespektuje, a tak menší část zástavby původního Nového Knína se nachází i na levém břehu (Masnerova a Tylova ulice) a část zástavby Starého Knína na břehu pravém (ulice Kozohorská a v Jalovčinách, jedna strana ulice Na Vyšehradě, kterou mj. vede katastrální hranice).
V roce 1977 se ve městě natáčely scény filmu Ať žijí duchové!

## Historie
Knín, tehdy ještě bez rozlišení na Starý a Nový se uvádí poprvé v roce 1186, a již tehdy se tak stalo při významné příležitosti. Na zdejším knížecím dvoře byla totiž podepsána mírová smlouva (Knínský mír) mezi českým knížetem Bedřichem a moravským markrabětem Konrádem Otou Znojemským. Nejvýznamnějším důsledkem smlouvy bylo definitivní začlenění Moravy do svazku zemí Koruny české, čímž byly posíleny základy české státnosti.
V letech 1218 a 1219 dlel v Kníně král Přemysl Otakar I. se svými syny Václavem, Vladislavem a četnou družinou a vystavil tu listiny milevskému klášteru. V roce 1321 vysadil Štěpán z Tetína německým právem zákupným vsi Knín (pravděpodobně šlo již o nynější Starý Knín), Kytín, Libčice a městečko Dušníky u Příbramě. Další rozvoj pak přineslo objevení zlatých ložisek v okolí (spíše šlo o znovuobjevení - zlato na Kocábě totiž pravděpodobně rýžovali už Keltové). Někdy před rokem 1331 byl Knín rozdělen na pozdější Nový Knín, který se nejpozději roku 1331 stal městečkem a později městem podléhajícím přímo královské komoře, a Starý Knín, který zůstal vsí a dostal se do rukou feudální vrchnosti. K opětovnému administrativnímu spojení obou těsně sousedících sídel došlo nakonec až v roce 1960. V roce 1341, týden před svátkem sv. Šimona a Judy pobýval v Kníně král Jan Lucemburský, měl zde družinu a kancelář a potvrdil zde tehdy cechovní listiny plzeňským řezníkům.
Zlato se zpočátku dobývalo v bezprostřední blízkosti města: v lokalitě na Vrchu (jihozápadně od náměstí), pod vrchem Chvojnou, pozůstatky štol byly objeveny i v historickém intravilánu města. Již v předhusitské době však byla tato ložiska do značné míry vyčerpána, a tak se těžba přesunula dále od města, kdy se nejvýznamnějšími nalezišti staly doly Stará a Mladá Kamlová mezi Libčicemi a Dražeticemi. Těžilo se i v oblasti Psích hor poblíž Čeliny.

### Od husitských válek do třicetileté války
Předzvěstí rozsáhlých změn bylo už působení Husova současníka kazatele Matěje z Knína. Jeho působení ve městě je doloženo k roku 1408. Toho roku byl vyslýchán inkvizicí, které se tehdy podvolil. Zaznamenána je i jeho přítomnost na Kostnickém koncilu ve sboru kněžstva, neznámo však v jakém postavení; Husovi tu však konal platné služby.
Podle některých zdrojů (např. Josef Valenta) mělo být roku 1424 město vypáleno Žižkovými vojsky. Na podporu tohoto tvrzení bývá uváděn text pozdějšího privilegia Jiřího z Poděbrad, které bylo vydáno jako náhrada listiny zničené v předchozích letech. Toto tvrzení však v současnosti bývá zpochybňováno. Město totiž stálo od samého počátku revoluce na straně podobojí a zůstalo na ní zřejmě až do třicetileté války. Svědčí o tom ta skutečnost, že již roku 1419 knínští měšťané poskytli útočiště husitským poutníkům ze západních a jižních Čech směřujících do Prahy. Zde dostali zprávu od ústeckých poutníků, kteří byli Petrem ze Šternberka přepadeni u Živohoště.
Město bylo jistě již od svého vysazení obdařováno různými privilegii, avšak první majestát, jehož datum je přesně známo, pochází až od krále Zikmunda a je datována 7. květnem 1437. Samotná listina se nedochovala - byla zničena při požáru, ke kterému došlo někdy v letech 1437 až 1461. Dne 24. června 1445 bylo město postiženo jednou z největších, ne-li největší povodní ve svých dějinách, kdy se po dlouhotrvajících deštích protrhaly rybníky u Dobříše.
Král Jiří z Poděbrad obnovil roku 1461 Novému Knínu práva královského města, zakotvená zřejmě již v nedochovaném předchozím privilegiu. Další privilegium udělil městu král Vladislav II. Jagellonský na sv. Vincence (22. ledna) 1479. Od téhož krále pochází i současný městský znak. Další Vladislavovo privilegium přineslo městu mj. právo pečetit červeným voskem. Roku 1524 město vyhořelo, poměrně rychle se však vzpamatovalo.

### Od třicetileté války do roku 1848

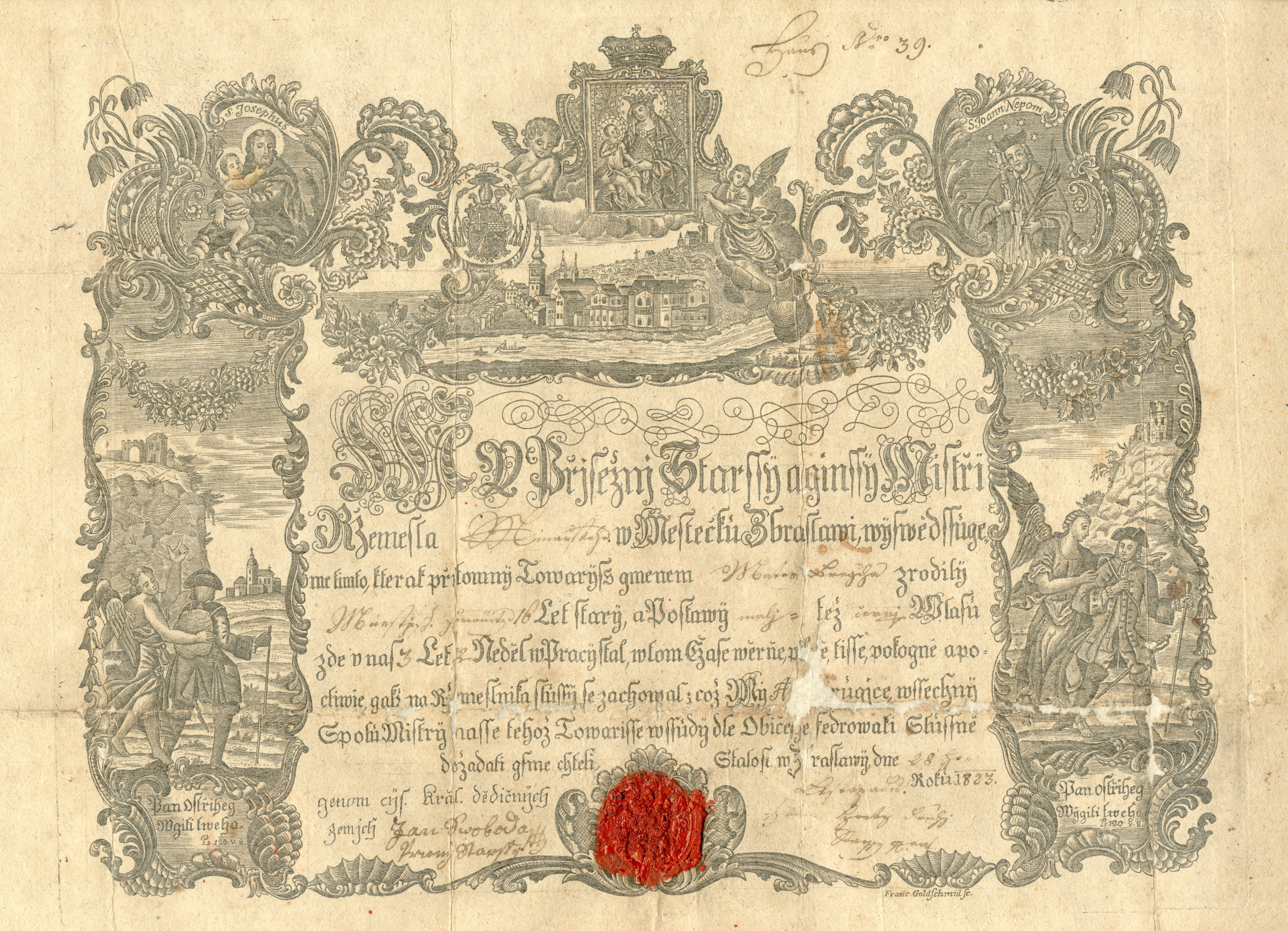
Fedrovní list Nový Knín 1823 (SOkA Příbram)

Počátek třicetileté války znamenal především násilnou rekatolizaci. Ferdinand II. potvrdil městu Novému Knínu dosavadní privilegia, ovšem s tím, aby se tyto svobody vztahovaly pouze na měšťany katolického vyznání a ti mezi sebou nekatolíky netrpěli.
V říjnu roku 1639 bylo město vypáleno Švédy, zničeny byly i doly. Z této pohromy se vzpamatovávalo jen velmi zvolna, tím spíš, že obnova báňských prací nebyla příliš úspěšná. Úpadek byl takového rázu, že se nakonec nevědělo, kde ležely kdysi výnosné kamlovské doly, a znovu objeveny byly až ve 20. letech 20. století. Předbělohorského počtu domu a obyvatel město dosáhlo až někdy ve druhé polovině 18. století. Řáděním vojsk Johana Gustafsona Banéra bylo podobně zpustošeno celé Podbrdsko; například sousední Malá Hraštice byla několik let zcela pustá.
Mor řádil ve Kníně v letech 1599, 1613 a 1680. Morové epidemii v letech 1711 až 1714 podlehlo 25 osob. Na památku této události byl v roce 1715 zbudován velmi prostý morový sloup v sousedství nynějšího Tylova náměstí. Roku 1730 začala na náměstí jižně od kostela sv. Mikuláše stavba kaple sv. Jana Nepomuckého.
Roku 1776 obdrželo od Marie Terezie první včelařskou školu v Čechách. V roce 1790 zřízena trafika. V roce 1821 byl zrušen hřbitov okolo kostela na náměstí a přeložen a nynější místo (pod vrchem Chvojná). Po požáru roku 1836 byly v roce 1837 zřízeny dvě kašny: jedna na náměstí (existuje dosud), druhá na křižovatce nynějších ulic Žižkovy a Havlíčkovy (později ustoupila potřebám silniční dopravy).

### Od roku 1848 do roku 1918
V červnu roku 1848 šla na pomoc Praze novoknínská městská garda. Ve Zbraslavi se měla připojit ke gardistům z Dobříše a Příbramska. Knínská garda došla na Jíloviště, kde za zvuků dělostřelby a záře požáru staroměstských mlýnů přenocovala. Na poplašné zprávy, že vojsko obsadilo hradby a barikády již byly rozstříleny, se garda vrátila domů, ztenčená o ty, kdo se pod různými záminkami vrátili již dříve.
V roce 1849 se vedení města dopustilo zaváhání, které pak ovlivnilo jeho vývoj na dlouhá léta. Městu bylo totiž nabídnuto umístění okresního soudu, pokud opatří vhodnou budovu. Konšelé však odpověděli, že takovou budovu nemají a ani ji stavět nehodlají. V důsledku toho se sídlem soudního okresu stala Dobříš, která pro účely soudu nabídla dosavadní radnici. V roce 1868 poškodila vichřice věž kostela, ta poté dostala neslohové zastřešení. Podobné chybné rozhodnutí jako v případě okresního soudu, v tomto případě motivované obavami místních mlynářů z konkurence, zabránilo vybudování železničního spojení. Již roku 1870 se totiž začala vyměřovat trať, která měla vést z Prahy přes Štěchovice a Nový Knín na Dobříš a Příbram, ke stavbě však tehdy nedošlo. Železniční trať na Dobříš, dokončená v roce 1897, město míjí ve vzdálenosti 3 km; přičemž nejbližší zastávky jsou v Malé Hraštici a Mokrovratech.
Rovněž roku 1870 byla založena Občanská záložna. Po smrti dlouholetého pokladníka a městského tajemníka J. Seiferta v roce 1888 se však zjistilo, že v jak v záložně, tak v městské pokladně chybí přes čtyřicet tisíc zlatých. V roce 1872 byla založena Čtenářská beseda (zanikla po založení městské knihovny po první světové válce). V roce 1882 byl založen sbor dobrovolných hasičů. V roce 1890 byla zbořena barokní kaple sv. Jana Nepomuckého na náměstí a místo ní postavena méně hodnotná eklektická stavba téhož určení na nynějším novoknínském hřbitově, později rozšířená o márnici. V roce 1898 byl založen novoknínský Sokol.
V letech 1915 až 1919 pobývala na území Nového Knína (včetně Sudovic a Libčic) část obyvatel Ledrenského údolí (tehdy ležícího při jižní hranici Rakousko-Uherské monarchie vysídlených tehdy ze svých domovů do vnitrozemí v souvislosti s vypuknutím války mezi Itálií a Rakouskem-Uherskem.

### Od roku 1918 do roku 1948
Ve třicátých letech 20. století byl Nový Knín jedním z měst, kde chtěl Baťa postavit filiálku svého podniku. Pro odpor majitelů vyhlédnutých pozemků z toho sešlo jak v Novém Kníně, tak i v Ledči nad Sázavou a stavby závodu se nakonec dočkala Zruč nad Sázavou. Na jednu stranu tak Nový Knín promeškal jednu z možností dalšího rozvoje, na stranu druhou tak možná byl uchráněn větších ztrát na památkovém bohatství, i když i tak byla řada domů za první republiky zmodernizována, některé nahrazeny novostavbami. Asi největší ztrátou z té doby bylo zboření původně barokního domu č.3 na náměstí, nahrazeného poté Baťovou prodejnou obuvi.
Roku 1937 proběhla generální oprava kostela svatého Mikuláše na náměstí. Při ní byly objeveny dosud neznámé pozůstatky předchozích stavebních etap budovy včetně zbytků románského kvádříkového zdiva lodi. Chrám dostal nynější završení věže, jež je přibližnou replikou barokního stavu.
Válečná léta znamenala transport židovských spoluobčanů do vyhlazovacích táborů (většina skončila ve vyhlazovacím táboře Malý Trostinec u Minska, jedna osoba v Treblince) a několik dalších obětí. Pokud jde o hmotné škody způsobené válkou, největší ztrátu znamenala rekvizice většiny kostelních zvonů. Nacisté v roce 1942 rovněž úředně ukončili provoz zdejšího pivovaru, který už po válce nebyl obnoven. Jinak město válku přežilo válku bez většího poškození, i když začátek května roku 1945 byl velmi napjatý. Horšímu průběhu konce války zabránil především diplomatický um tehdejšího staroknínského faráře P. Aloise Boreckého. V okolí působilo několik partyzánských skupin, ale tvrzení v publikaci Partyzáni na Podbrdsku od Čestmíra Amorta, že ke schůzkám partyzánů docházelo v autodílně dnes již neexistujícího domu rodiny Kramatových (č. 66 na rohu nynějších ulic Pivovarské a Masnerovy), nebylo možno ověřit z jiných zdrojů.

### Od roku 1948 do roku 1989
Po roce 1948 došlo k postupnému potlačení soukromých živností a několik obyvatel se po politicky motivovaných procesech ocitlo ve vězeních. Tomu díky mlčenlivosti místních věřících unikl zdejší farář Alois Borecký, který navzdory režimnímu zákazu přečetl pastýřský list kardinála Berana (podle očitých svědků jej prý uvedl slovy: „Kubata dal hlavu za Blata, Kozina za Čerchovský les, proč by ji staroknínský farář nemohl dát pro víru Kristovu?“).
Bylo zřízeno výrobní družstvo Elko, zemědělci začleněni do JZD, které ovšem hospodařilo nevalně, takže bylo posléze změněno ve státní statek, později sloučený s dobříšským. Obchodní síť byla většinou sloučena do spotřebního družstva Jednota. Silně zredukována byla síť pohostinských zařízení, z více než deseti hostinců a restaurací přetrvaly v samotném Novém Kníně pouze dvě.
V padesátých letech město víceméně stagnovalo, což asi bylo příčinou toho, proč mu při územní reorganizaci v roce 1960 nebyl obnoven městský statut, takže oficiálně Nový Knín přestal být za město považován. V té době byl sloučen se Starým Knínem, Sudovicemi a Kozími Horami (a spolu s nimi i s Hranicemi, které už předtím byly jejich součástí). Později byly připojeny též Libčice a Chramiště.
Teprve v 60. letech dochází k rozsáhlejší výstavbě rodinných domků, ve druhé polovině téhož desetiletí vzniká nejstarší část novoknínského sídliště (nepočítáme-li jednu malou bytovku státního statku), rozšířená o další domy o deset let později. V 70. letech byla vybudována nová prodejna potravin v ulici Na Smíchově, později architektonicky nepříliš zdařilé zdravotní středisko v sousedství radnice a nákupní středisko v jihovýchodním koutě náměstí (jemuž ustoupily hospodářské budovy areálu Mincovny a jeden další dům). V roce 1974 bylo slavnostně otevřeno letní kino.
Nejtěžší urbanistickou ztrátou byly demolice vyvolané rozšiřováním silnic v 70. letech 20. století, které postihly zejména zástavbu v Paškově a Pivovarské ulici. Narušena tak byla i západní strana náměstí při vyústění Pivovarské ulice. Tři domy v nynější Tyršově (tehdy Fučíkově) ulici byly zbořeny po povodni z 20. července 1981, která byla zřejmě největším řáděním vodního živlu od roku 1445. I přes uvedené (a některé další) památkové ztráty se v roce 1990 Nový Knín stal městskou památkovou zónou.

### Po roce 1989
Nástup nového režimu nezačal nejšťastněji. Protože po restitucích dočasně ukončily činnost obě místní hospody (přeživší z původních asi 14 za první republiky), byl do proluky na rohu náměstí a Pivovarské ulice umístěn provizorní bufet ze dvou spojených mobilních buněk a tak na deset let zablokováno její architektonicky vhodnější zastavění (tento provizorní objekt byl nakonec odstraněn na začátku roku 2016). Největší z místních podniků, výrobní družstvo Elko, měl po navrácení některých objektů restituentům rovněž vážné existenční problémy. Zimní kino z ekonomických důvodů ukončilo činnost. Navíc akutně hrozila těžba zlata v blízkém Mokrsku, která by pravděpodobně přinesla značné ekologické škody. Nicméně po jistém čase se dostavily i první kladné výsledky. Začaly vznikat soukromé dílny a živnosti, po hektickém období se víceméně stabilizovala obchodní síť, počet pohostinských zařízení stoupl, i když maxima z první republiky zdaleka nedosáhl (nyní se pohybuje kolem osmi provozoven). I družstvo Elko se dočkalo nového vedení a podnik prakticky vstal z mrtvých. Současně začal památková rehabilitace náměstí a přilehlých ulic. Některé domy dostaly vhodnější fasády (jeden z domů se dočkal i kopie barokního štítu, který byl odstraněn už někdy v posledních desetiletích 19. století), na náměstí byly osazeny historizující lucerny, původní autobusová čekárna byla nahrazena vhodnější. Byly opraveny i fasády kostelů.
Dne 20. července 1996 se Nový Knín dočkal navrácení městského statusu. Po roce 1996 se konečně podařilo aspoň zeslabit hrozbu těžby v Mokrsku. Stvrzením této skutečnosti se stalo vybudování rozhledny na tamním Veselém vrchu. Krajinná dominanta slouží rovněž jako vykrývací věž pro signál jednoho z mobilních operátorů. V roce 1999 se v sousední Velké a Malé Lečici konalo mistrovství světa v rýžování zlata Kocába '99 a při té příležitosti byla v budově Mincovny otevřena muzejní expozice těžby zlata. Téhož roku byla dokončena přístavba základní školy. Poté byla rekonstruována i mateřská škola (ve Starém Kníně).
Od 15. do 17. června 2007, poté od 17. do 19. srpna 2012 a rovněž od 18. do 20. července 2014 proběhla v sousedství města na Voznickém potoce mistrovství ČR a SR v rýžování zlata. Další mistrovství ČR a SR proběhlo ve dnech 19. do 21. července 2019, tentokrát v areálu Oplocenka jižně od historického jádra. Ve dnech 18. až 22. srpna 2020 se tamtéž uskutečnilo mistrovství světa v téže disciplíně, avšak jeho rozsah byl oproti původním předpokladům omezen co do počtu účastníků i soutěžních dní pandemií covidu-19.
Dne 15. srpna 2009 uspořádala v novoknínském letním kině Dělnická strana spolu se Svobodnou mládeží (jedno z krycích označení Národního odporu) hudebně-politickou akci Den svobody 2, která ovšem byla nahlášena jedním z členů strany jako charitativní koncert ve prospěch obětí povodní.
Také toto město bylo 2. června 2013 nakonec postiženo povodní, která postihla domy přiléhající ke Kocábě.
Od 25. do 27. července 2014 se v údolí Kocáby na katastru Nového Knína a sousední Velké Hraštice uskutečnila technopárty Space Piknik 2014.

## Obecní správa

### Části města
- Chramiště (k. ú. Chramiště)
- Kozí Hory (k. ú. Kozí Hory)
- Libčice (k. ú. Libčice)
- Nový Knín (k. ú. Nový Knín a Starý Knín)
- Sudovice (k. ú. Sudovice)

Součástí města jsou také základní sídelní jednotky Červená, Starý Knín. K městu patří také Hranice, Kakšenberk, Kavčice, Na Kocábech, Ovčín, Podleský Mlýn, Strážovna, U Kosaře, U Pařeza a Zlatý Důl.
Sousedními obcemi sídla jsou Rybníky, Borotice, Mokrovraty, Malá Hraštice, Stará Huť, Velká Lečice, Korkyně, Drhovy, Chotilsko a Nové Dvory.

### Bývalá obec Starý Knín
- k 1. lednu 1948 patřila obec Starý Knín do správního okresu Příbram, soudní okres Dobříš, poštovní úřad a stanice Sboru národní bezpečnosti v Novém Kníně, železniční stanice a nákladiště Knín - Hraštice. Státní statistický úřad v Praze uvádí, že k 22. květnu 1947 bylo v obci Starý Knín sečteno 323 přítomných obyvatel.[16]
- k 1. únoru 1949 patřila obec Starý Knín o výměře 529 ha do okresu Dobříš, kraj Pražský[17]
- k 1. červenci 1952 patřila obec Starý Knín do okresu Dobříš, kraj Pražský, matriční úřad Nový Knín[18]
- k 1. lednu 1955 patřila obec Starý Knín do okresu Dobříš, kraj Pražský, železniční stanice osobní a nákladová Knín - Hraštice, poštovní úřad dodávací Nový Knín, matriční obvod Nový Knín[19]
- k 1. červenci 1960 je v Seznamu obcí ČSSR uvedeno : Starý Knín - název zanikl, obec sloučena s obcí Nový Knín, okres Příbram, kraj Středočeský[20][21]

### Matriční úřad
Matriční úřad v Novém Kníně byl založen při místním národním výboru k 1. lednu 1950 podle par. 2. vyhlášky ministerstva vnitra č. 1225 / 1949 Ú.l. řím. 1. Matriční obvod Nový Knín v okrese Dobříš, kraj Pražský tvořily tyto obce : 1. Nový Knín, 2. Kozí Hory, 3. Libčice, 4. Mokrovrata, 5. Pouště, 6. Starý Knín, 7. Sudovice

### Územněsprávní začlenění
Dějiny územněsprávního začleňování zahrnují období od roku 1850 do současnosti. V chronologickém přehledu je uvedena územně administrativní příslušnost obce v roce, kdy ke změně došlo:
- 1850 země česká, kraj Praha, politický okres Příbram, soudní okres Dobříš[25]
- 1855 země česká, kraj Praha, soudní okres Dobříš
- 1868 země česká, politický okres Příbram, soudní okres Dobříš
- 1939 země česká, Oberlandrat Tábor, politický okres Příbram, soudní okres Dobříš[26]
- 1942 země česká, Oberlandrat Praha, politický okres Příbram, soudní okres Dobříš[27]
- 1945 země česká, správní okres Příbram, soudní okres Dobříš[28][29]
- 1949 Pražský kraj, okres Dobříš[30][31]
- 1960 Středočeský kraj, okres Příbram[20][21][32]
- 2003 Středočeský kraj, okres Příbram, obec s rozšířenou působností Dobříš

## Společnost

### Rok 1932
V roce 1932 byly ve městě Nový Knín (1350 obyvatel) evidovány tyto živnosti a obchody:
- Instituce a průmysl: poštovní úřad, telefonní úřad, telegrafní úřad, četnická stanice, sbor dobrovolných hasičů, společenstvo obchodníků, mlynářů, 2 cihelny, družstvo pro rozvod elektrické energie v Novém Kníně, Městský důl na zlato, jirchárna, kamenický závod, továrna na kůže Masner, lom, 5 mlýnů, 2 pily, Městský pivovar, hlavní sklad tabáku.
- Služby (výběr): 2 lékaři, zubní lékař, zvěrolékař, 10 autodrožek, 7 nákladních autodopravců, biograf Sokol, 3 cukráři, 2 drogerie, fotoateliér, 2 hodináři, 7 hostinců, 2 hotely, 3 hudební školy, 2 kapelníci, 2 kloboučníci, knihař, 2 knihkupci, 2 kožišníci, lékárna, masér, 3 rukavičkáři, 5 sadařů, Městská spořitelna příbramská, Spořitelní a záložní spolek pro Nový Knín, studnař, 3 školy řeči, zubní ateliér.

## Doprava

### Dopravní síť
Z města vychází silnice II/116 Nový Knín – Mníšek pod Brdy – Řevnice – Lety – Beroun – Nižbor – Lány. Městem dále vede silnice II/114 Cerhovice – Hořovice – Hostomice – Dobříš – Nový Knín – Neveklov – Jírovice. Do města dále vedou silnice III. třídy. Železniční trať ani stanice či zastávka na území obce nejsou. 

### Autobusová doprava 2024
Autobusovou dopravu ve městě Nový Knín zajišťují společnosti Arriva Střední Čechy, ČSAD AUTOBUSY České Budějovice a Martin Uher. Město je součástí Pražské integrované dopravy (PID). Ve městě a okolí se nachází několik autobusových zastávek, mezi které patří Nový Knín, Nový Knín,ELKO, Nový Knín,Mlýn, Nový Knín,Sokolovna, Nový Knín,Starý Knín nebo Nový Knín,Starý Knín Na Vyšehradě. Autobusové zastávky se nacházejí i ve všech vesnicích patřící pod Nový Knín. Jsou jimi Nový Knín,Chramiště, Nový Knín,Kozí Hory, Nový Knín,Kozí Hory,Besídka, Nový Knín,Libčice a Nový Knín,Sudovice. Město obsluhují autobusové linky 360, 361, 437, 439, 525 a 688. Autobusová linka 360 začíná v Praze na Smíchovském nádraží a pokračuje ve směru Dobříš, Stará Huť, Mokrovraty, Nový Knín, Sudovice, Korkyně, Chotilsko, Čelina, Nalžovice, Kňovice, Kňovičky a končí v Sedlčanech. Linka 361 také začíná na Smíchovském nádraží a vede přes Měchenice, Davli, Štěchovice, Slapy, Buš, Čím, Korkyni, Nový Knín, Mokrovraty, Starou Huť a končí v Dobříši. Linka 437 spojuje město s Korkyní, Novými Dvory, Slapy, Štěchovicemi a Hradištkem. Další autobusová linka, 439, zajišťuje spojení z Nového Knína přes Chotilsko až na Živohošť. Linka 525 je okružní a vede z Nového Knína přes místní části Libčice, Kozí Hory, Chramiště, Dražetice a poté se vrací zpět do Nového Knína. Poslední linkou je linka 688, která opět vyjíždí z Nového Knína a vede přes Malou Hraštici, Novou Ves pod Pleší, Zahořany a končí v Mníšku pod Brdy.

## Pamětihodnosti
V okolí města se nacházejí zbytky důlních děl, vesměs jsou nepřístupné. Část štol pod vrchem Chvojnou je využita pro potřeby laboratoře Ústavu termomechaniky Akademie věd ČR.

### Kostel svatého Mikuláše
Kostel svatého Mikuláše byl původně vybudován jako románský, později byl rozšiřován a přestavován goticky a barokně. Výrazná rekonstrukce proběhla v roce 1937.

### Mincovna
Název budovy je poněkud matoucí, protože mince se zde s největší pravděpodobností nikdy nerazily. Nicméně sídlil zde horní úřad, kde se vytěžené zlato shromažďovalo, než bylo odesláno do královské pokladny. V těchto místech byl uvedený úřad umístěn prokazatelně od 16. století. Samotná budova byla často stíhána pohromami různého druhu, zejména požáry, takže její nynější podoba pochází z doby kolem roku 1800. Přilehlé hospodářské budovy byly zbořeny někdy kolem roku 1975. V 80. letech 20. století byla v přízemí zřízena obřadní síň (především pro svatby a vítání občánků) a do prvního patra umístěna středisková knihovna. Od roku 1999 v budově sídlí Muzeum zlata (od roku 2000 pobočka Hornického muzea Příbram).

### Radnice
Budova pochází nejpozději ze začátku 17. století (tehdy patřila majitelům sousedního staroknínského panství), byla upravována v pozdějších dobách. Barokní budova obrácená štítem do náměstí s vížkou na hřebeni střechy. Radnice zde prokazatelně sídlí nejpozději od roku 1800.

### Bývalá včelařská škola
Dům č. p. 9 zvaný „Na Salaši“ byl pro účely včelařské školy přestavěn kolem roku 1776. Dodnes si uchoval barokní vzhled. Z důvodu nevyjasněných majetkových poměrů (neshod mezi tehdejšími spoluvlastníky) je v současné době ve špatném stavebním stavu. V roce 2019 budovu koupil nový vlastník  a zahájil její obnovu.

### Kašna
Stojí uprostřed náměstí Jiřího z Poděbrad. Je kamenná, empírová z roku 1837. Na kamenném chrliči vytesán znak města.

### SochaImmaculaty
Barokní, kamenná při kašně. Restaurována v 80. letech 20. století.

### Morový sloup
Stojí poblíž Tylova náměstí. Byl vybudován roku 1714 jako poděkování za odvrácení moru v předchozím roce (epidemie se Knína tehdy sice také dotkla, ale počet obětí byl mnohem nižší než například v blízké Dobříši). Jeho jednoduchá forma (kamenná sloupková boží muka jednoduchých forem) svědčí o nelehké finanční situaci města v té době.

### Boží muka
Stojí u bývalého kravína, při silnici do Libčic. Barokní z 18. století. Poměrně náročně provedená. Rekonstruována v 70. a 90. letech 20. století.

### Sokolovna
Nachází se v Tyršově ulici. Byla vybudována v letech 1927 až 1928. Je to pozoruhodná budova postavená podle projektu Františka Krásného a inspirovaná do jisté míry horskou architekturou. Zadní průčelí (do nynějšího fotbalového hřiště) bylo zčásti překryto při rozšiřování o technické zázemí v 70. letech 20. století. Pod hřištěm se nachází ústí Voznického potoka do Kocáby.

### Mlýn Krcál
Mlýn Krcál stojí v Tyršově ulici, na okraji intravilánu města, poblíž sokolovny. Pozdně barokní budova se štítem datovaným rokem 1792. Po roce 1989 opraven. V rámci těchto oprav byla dosud hladká fasáda směrem k náhonu a potoku upravena po vzoru barokní dvorní fasády. Jediný z knínských mlýnů, který používal vodu nikoli z Kocáby, nýbrž z Voznického potoka.

### Školní areál na náměstí Jiřího z Poděbrad
Škola v Novém Kníně se připomíná již ve 14. století, v 16. století se připomíná jako dvoutřídní. Původní budova se nezachovala, nynější školní areál se skládá z několika budov různého stáří a složitého stavebního vývoje, nyní vzájemně propojených
- Tzv. stará škola, žáky zvaná též myšárna. Zdivo pochází z původní empírové budovy z první poloviny 19. století vybudované na místě starší dřevěné školní budovy. Objekt byl několikrát modernizován, zejména ve druhé polovině 20. století, naposledy v roce 1999, kdy nevhodná břízolitová fasáda byla nahrazena citlivější postmoderní s klasicizujícími prvky. Vnitřek byl tehdy změněn v kuchyňský blok celého areálu. Z původního vzhledu zachována kamenná deska s latinským nápisem nad bývalým vchodem, nyní změněným v okno.

- Tzv. spořitelna. Barokního původu, empírově upravena v 19. století, fasáda pak necitlivě zjednodušena ve 20. století. Jde zřejmě o nejstarší budovu nynějšího školního areálu. Ta však je k nynějším účelům používána až od poloviny 20. století, předtím, jak označení napovídá, bankovním účelům.

- Tzv. nová škola. Z roku 1883, původně novorenesanční, fasády však byly za „reálného socialismu“ (asi na přelomu 50. a 60. let) nahrazeny novými bezozdobnými. Nová fasáda, která je velmi volnou replikou původního pseudorenesančního stavu, je výsledkem rekonstrukce ze září roku 2006

- Nová křídla obrácená do ulice Na Potůčku byla postavena v letech 1988 až 1999, během stavby byl projekt upravován. Ustoupila jim přízemní budova někdejšího městského chudobince ze začátku 20. století.

## Hospodářství
V důsledku odlehlé polohy města v Novém Kníně vznikly spíše drobnější průmyslové podniky.
- ELKO Nový Knín, nyní ELKO Metal Parts, výrobní družstvo - výroba skládacích schůdků, mechanických smetáků, subdodávky pro automobilový průmysl, po roce 2010 v Novém Kníně firma ukončila činnost a všechny své aktivity soustředila do Kosovy Hory[35]

- OK-BE spol. s r.o. - výroba ocelových konstrukcí včetně mostních (most přes Berounku v městysi Karlštejn) [36]

- pekárna U Oulehlů

- provozovna firmy RELMA s.r.o - sběr druhotných surovin
- Jarolímkovy lahůdky
- Pila Knín, původně Zahradníčkova pila založena roku 1938

### Věda
Na katastru města (v údolí Kocáby po proudu od města) se od roku 1965 nachází Aerodynamická laboratoř Ústavu termomechaniky AV ČR. Nejstarší částí objektu je Laboratoř vnitřních proudění, jejíž aerodynamický tunel pracuje s podtlakem kterého lze dosáhnout vyčerpáním vzduchu ze starých štol pod vrchem Chvojná, jež ústav využívá. Lze zde dosáhnout rychlosti proudění do dvojnásobku Machova čísla. Později zde vznikla též Laboratoř aerodynamiky životního prostředí a Laboratoř sdílení tepla a hmoty.

## Turistika
- Pěší turistika – Městem vedou turistické trasy  Štěchovice - Nový Knín a  Nový Knín - Dobříš.
- Naučné stezky – Naučná stezka  Okolím Nového Knína je stezka s geologicko hornickou tematikou.

## Fotografie

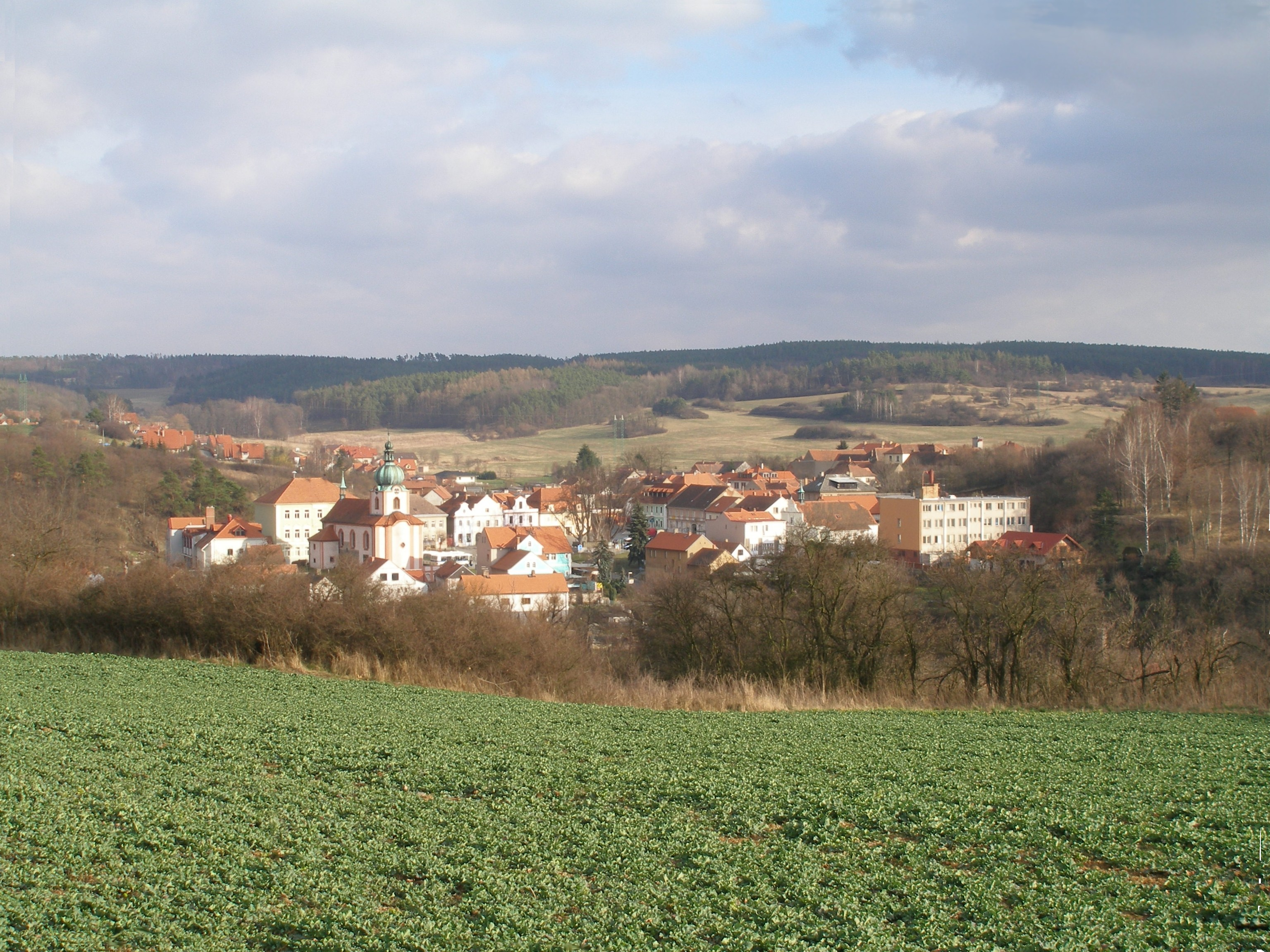
Střed města od západoseverozápadu
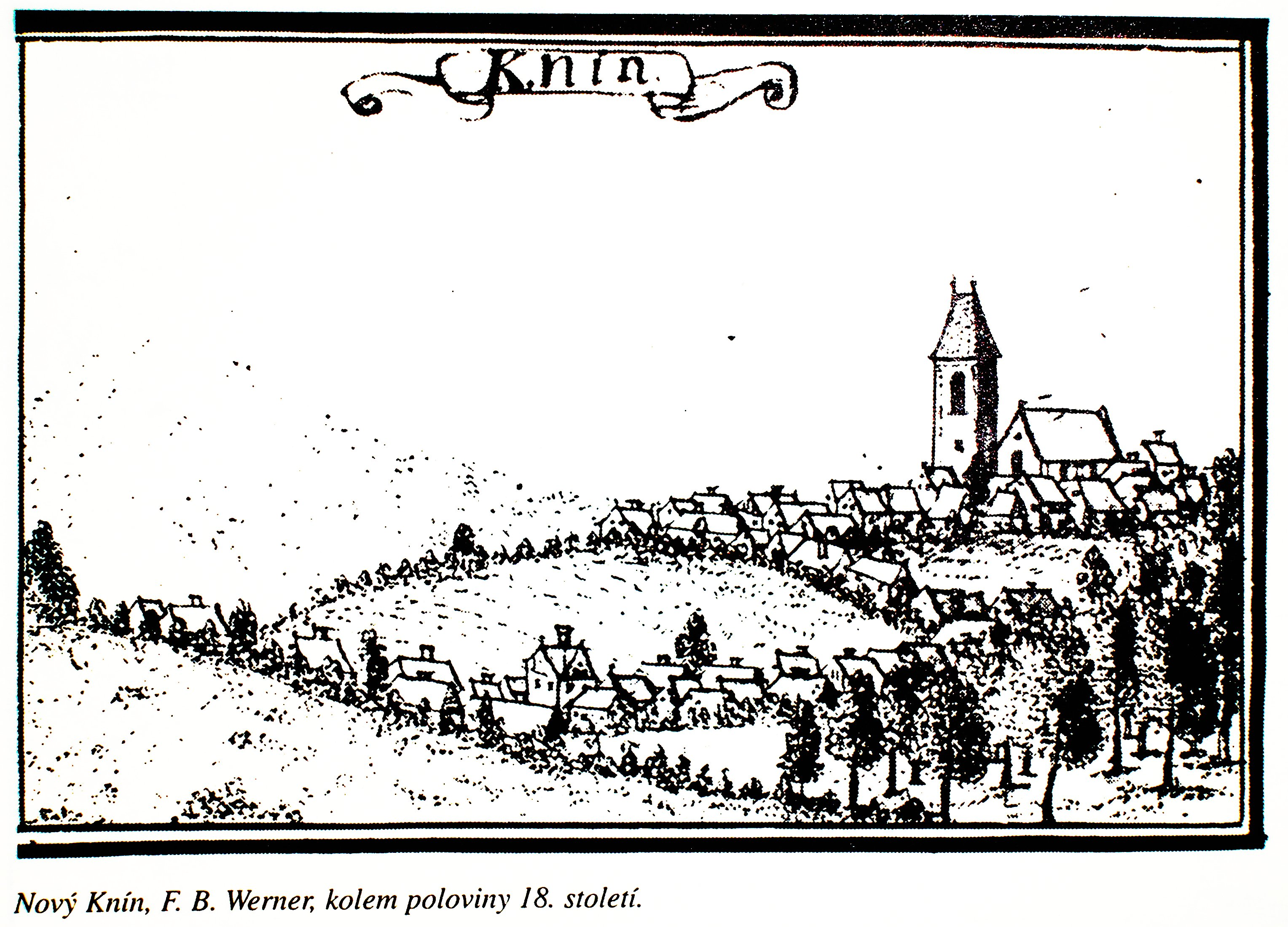
Údajná podoba města v polovině 18. století podle F.B. Wernera
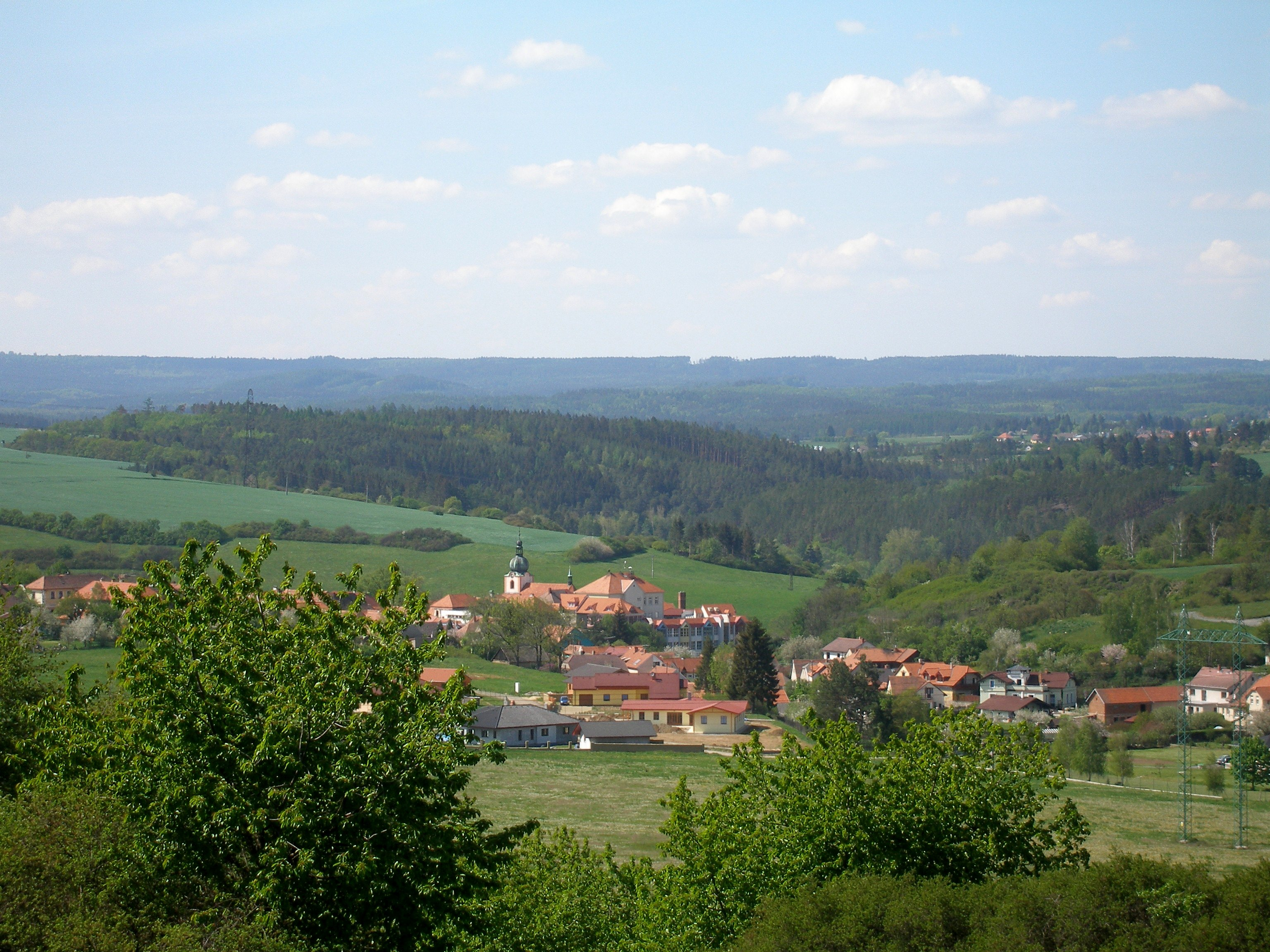
Pohled na centrum města od Boru; v pozadí brdské Hřebeny
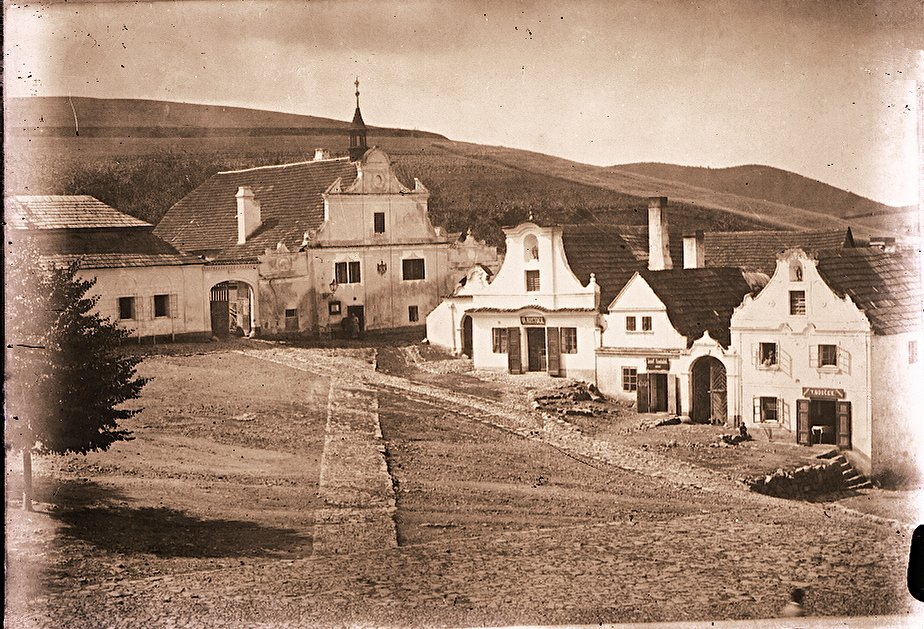
Jihozápadní kout náměstí s radnicí kolem roku 1900
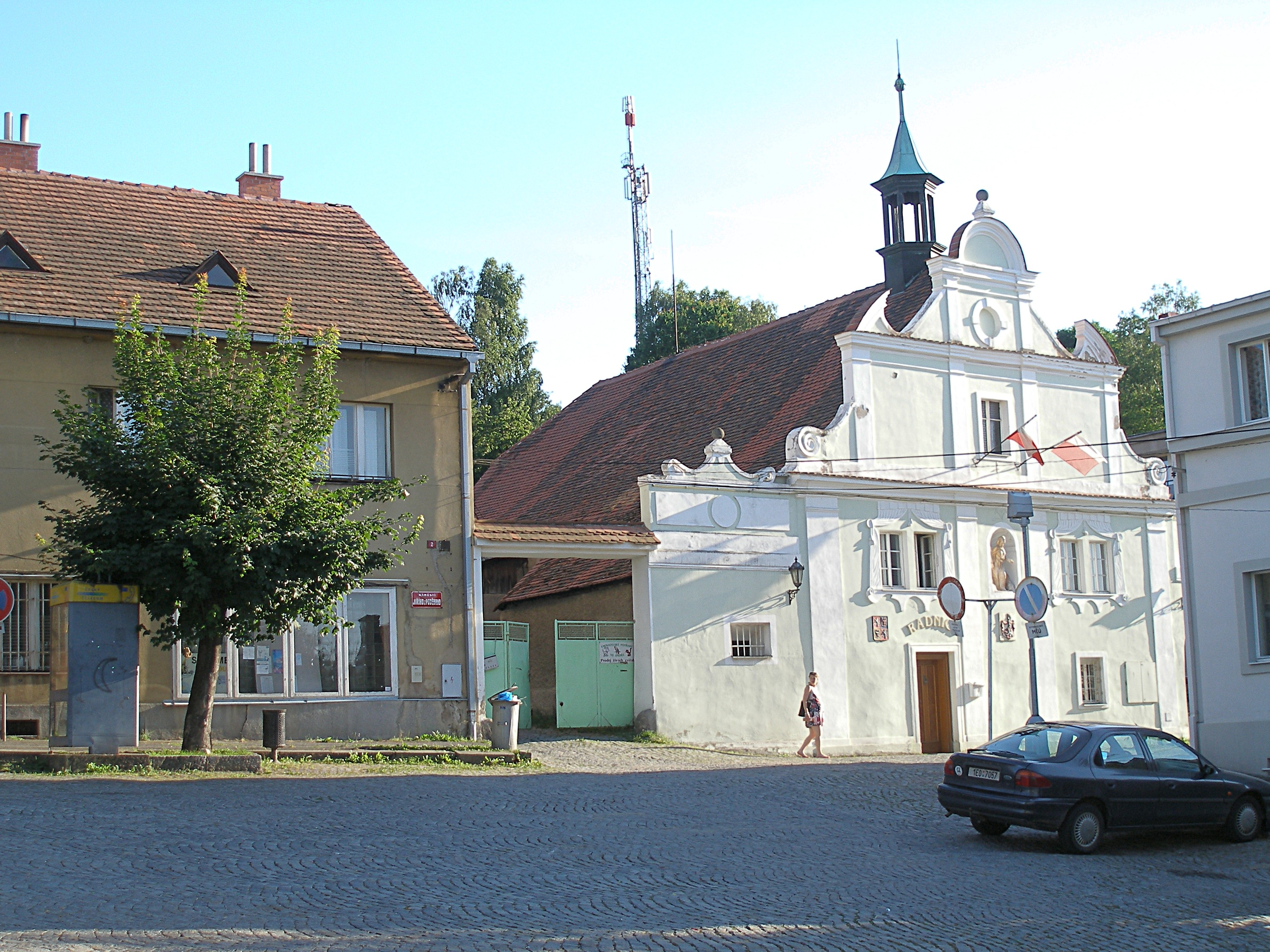
Radnice na náměstí Jiřího z Poděbrad
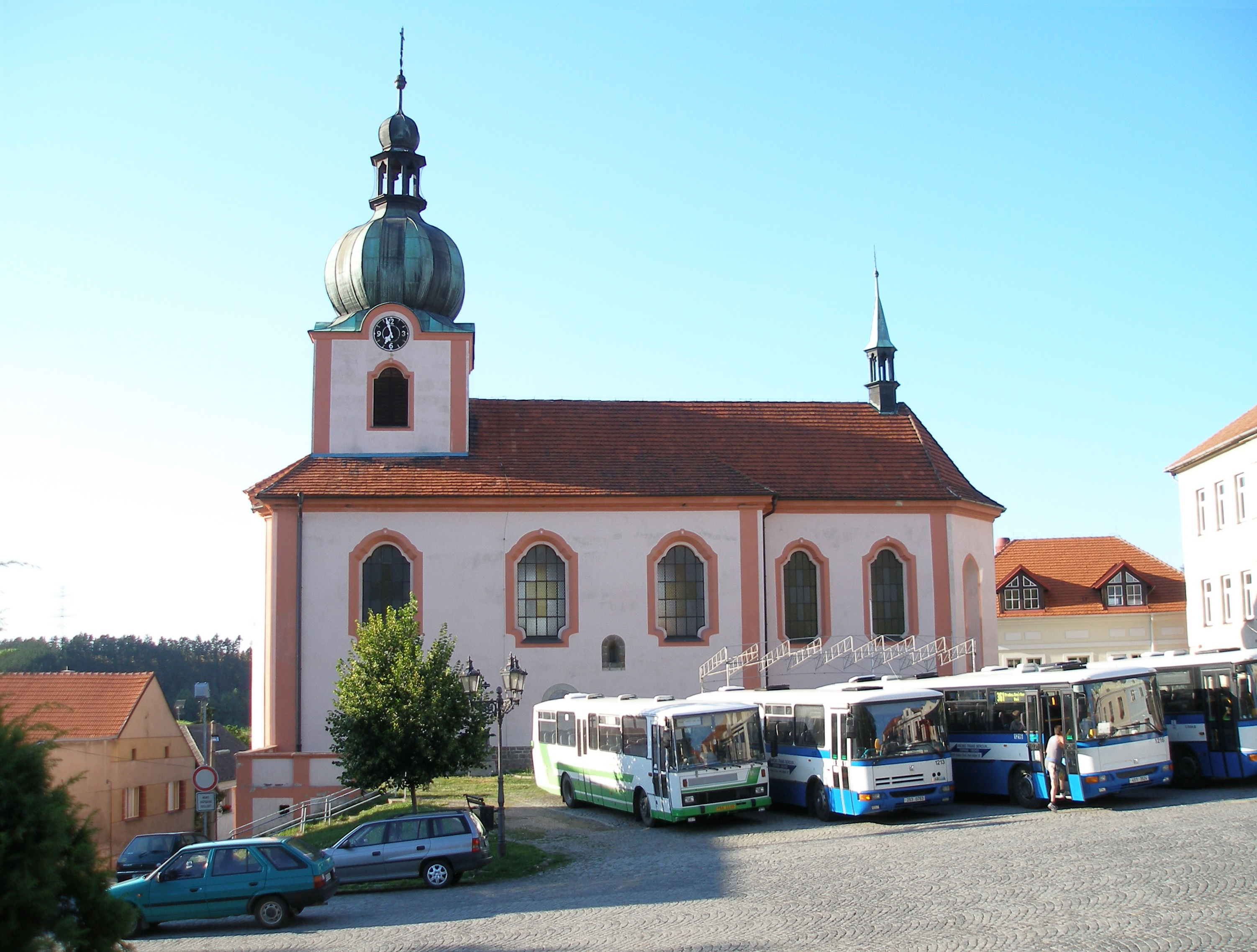
Kostel sv. Mikuláše na náměstí
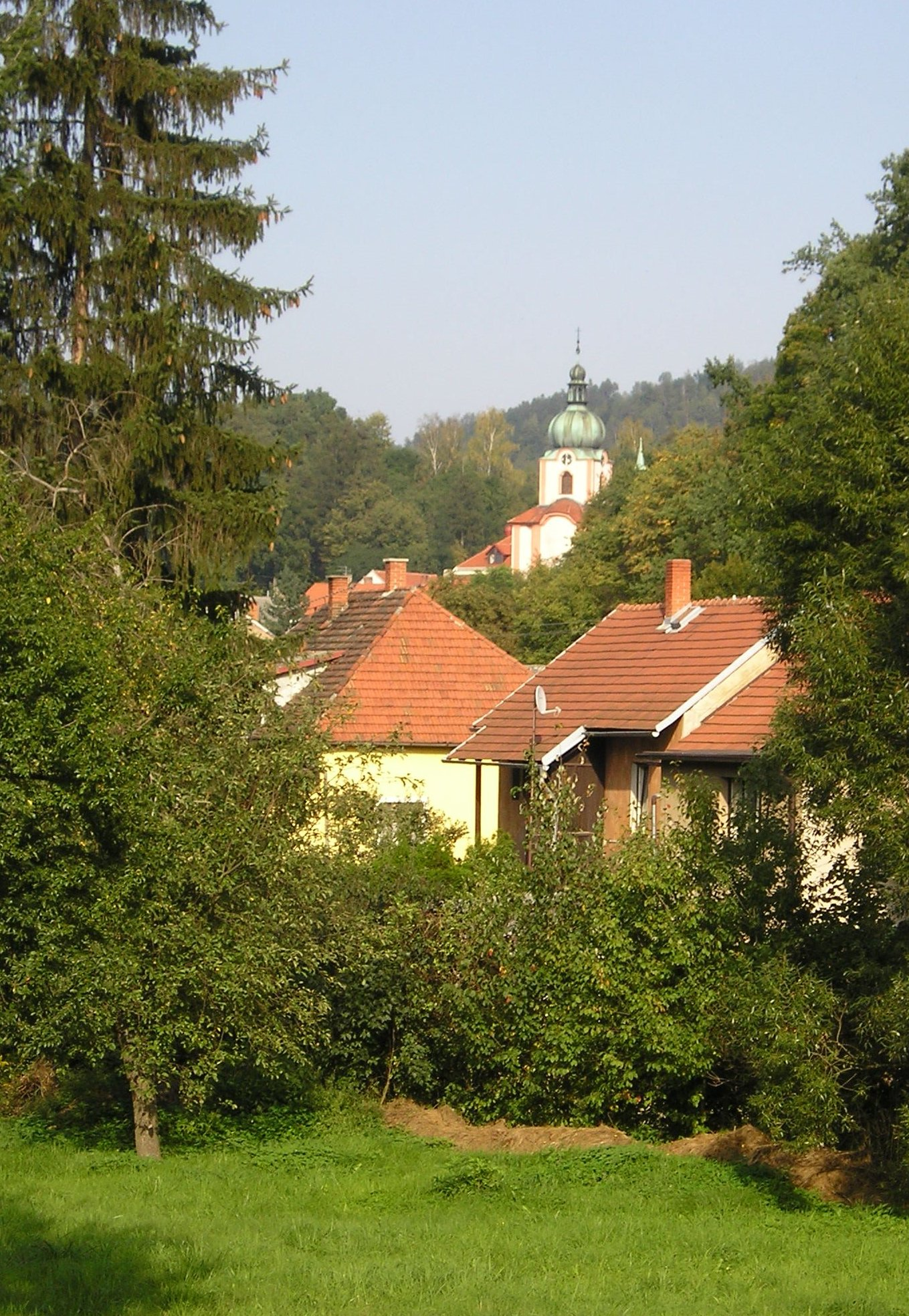
Pohled k novoknínskému kostelu od zahradnictví v ulici Pod Sady (již na staroknínském katastru), v popředí zadní stěny domů v novoknínské ulici Na Smíchově
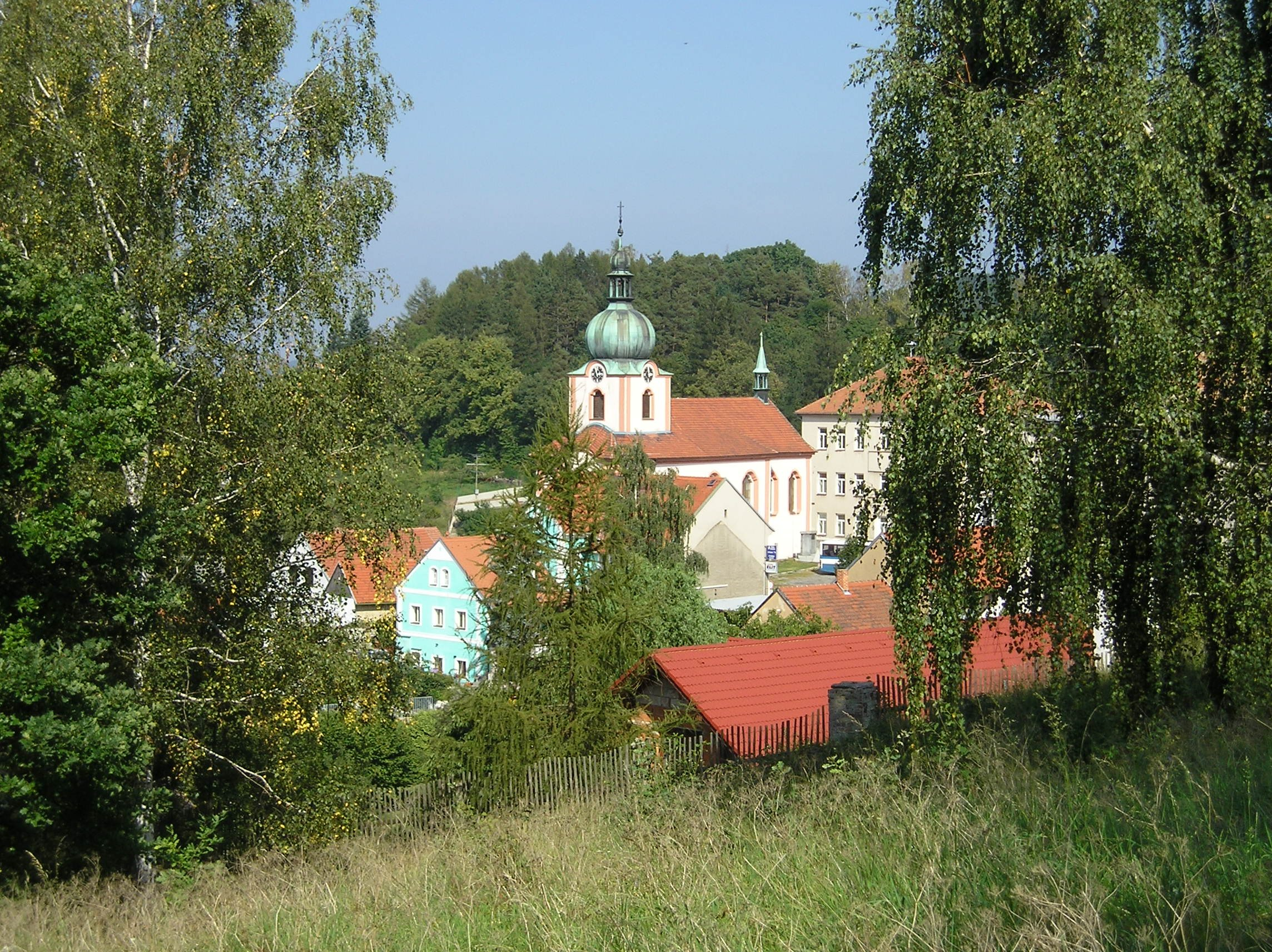
Pohled na část zástavby náměstí z vrchu nad městem
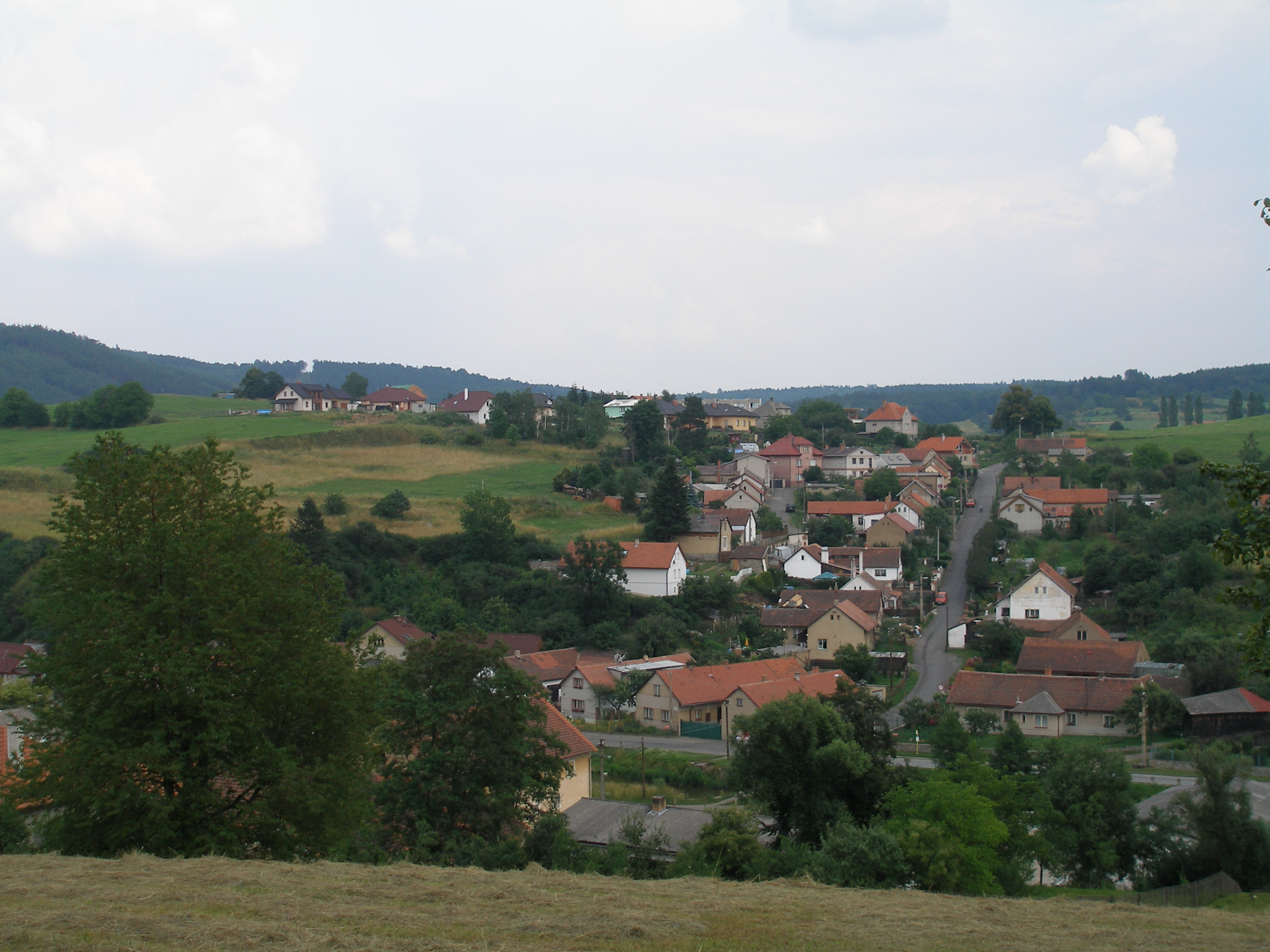
Ulice Na Vyšehradě, kterou vede katastrální hranice mezi Novým a Starým Knínem (vlevo Nový, vpravo Starý Knín)
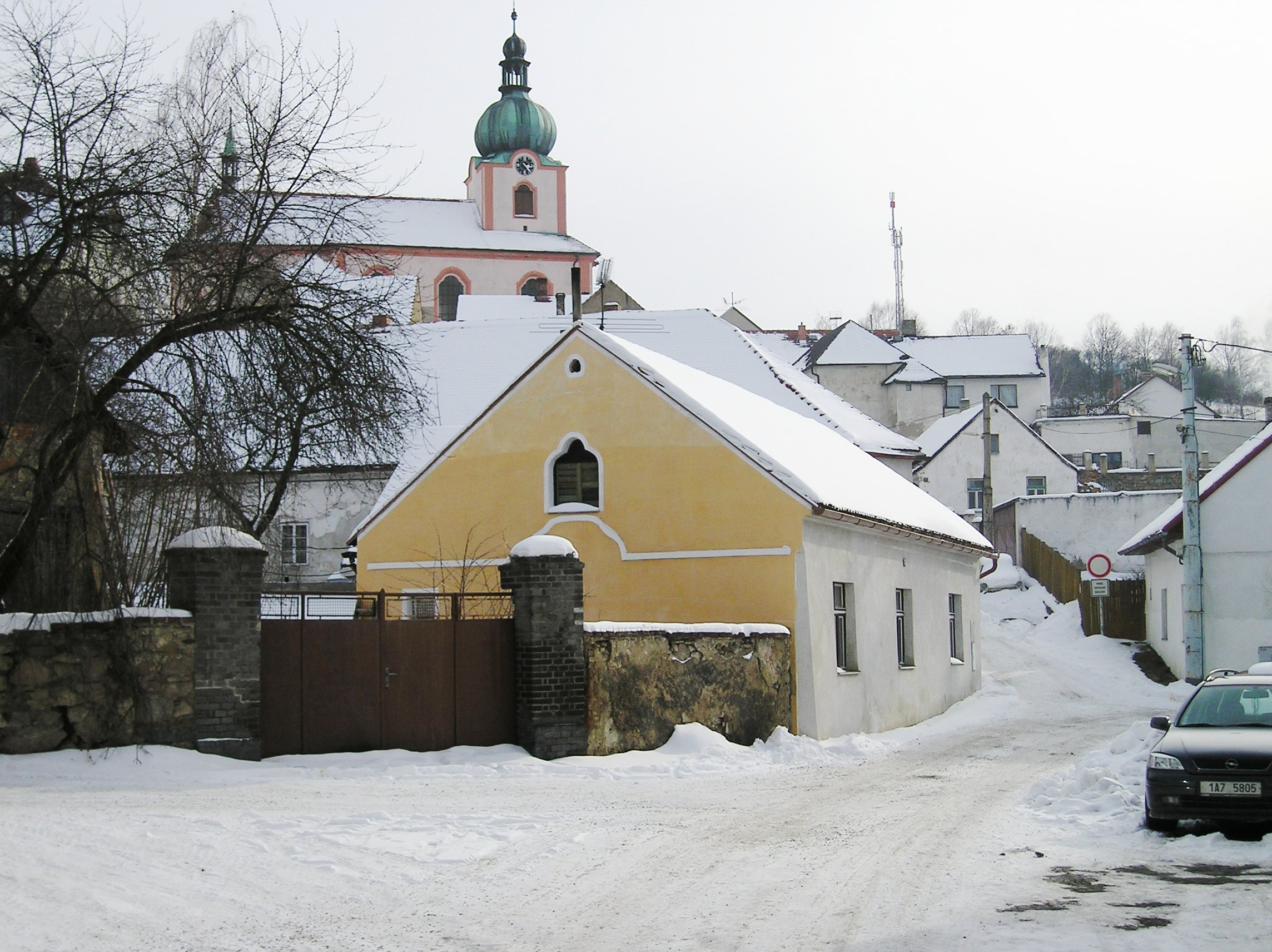
Pohled ke kostelu z Tylova náměstí
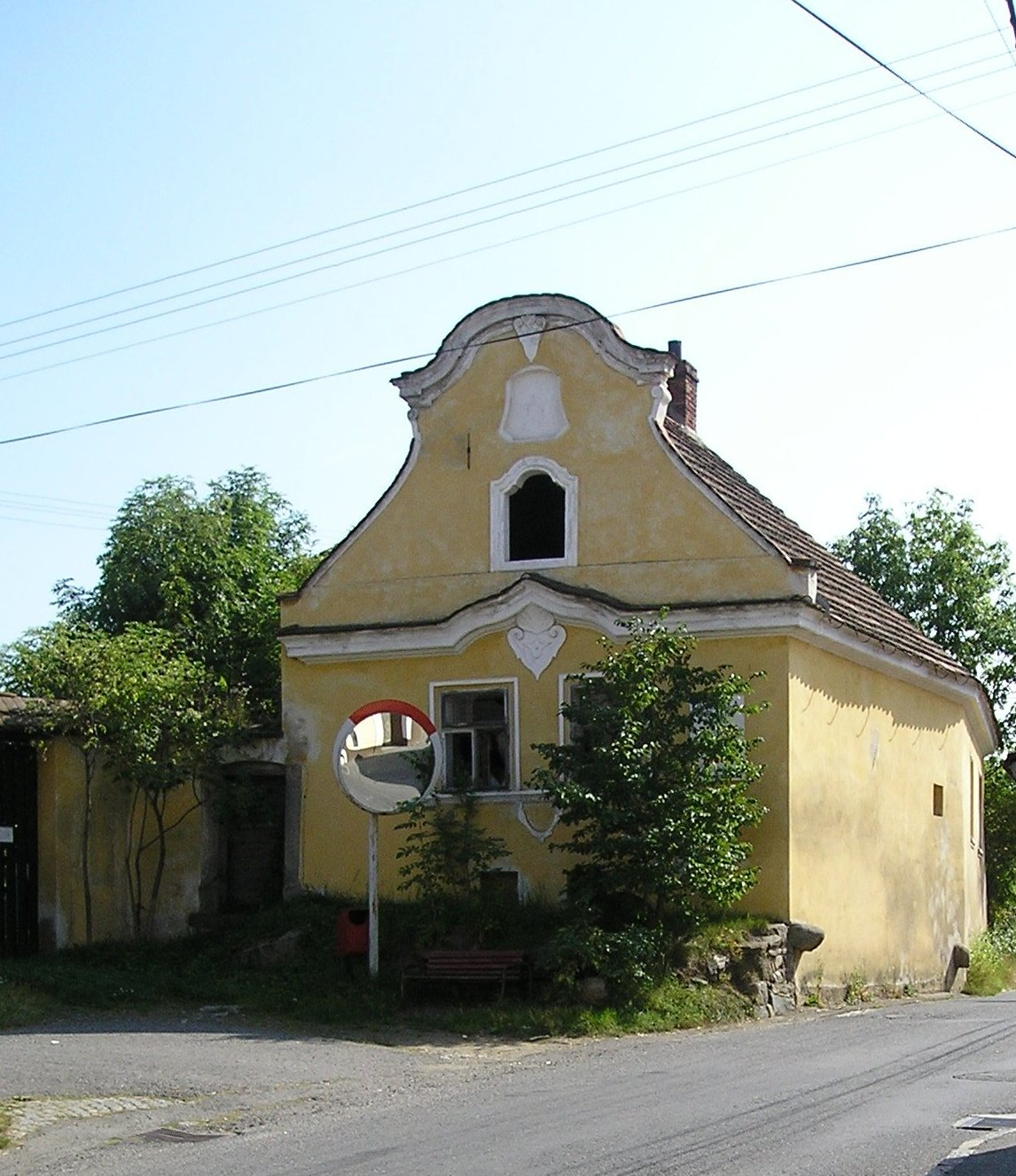
Dům "Na Salaši", v němž byla v letech 1776-1781 první včelařská škola v Čechách
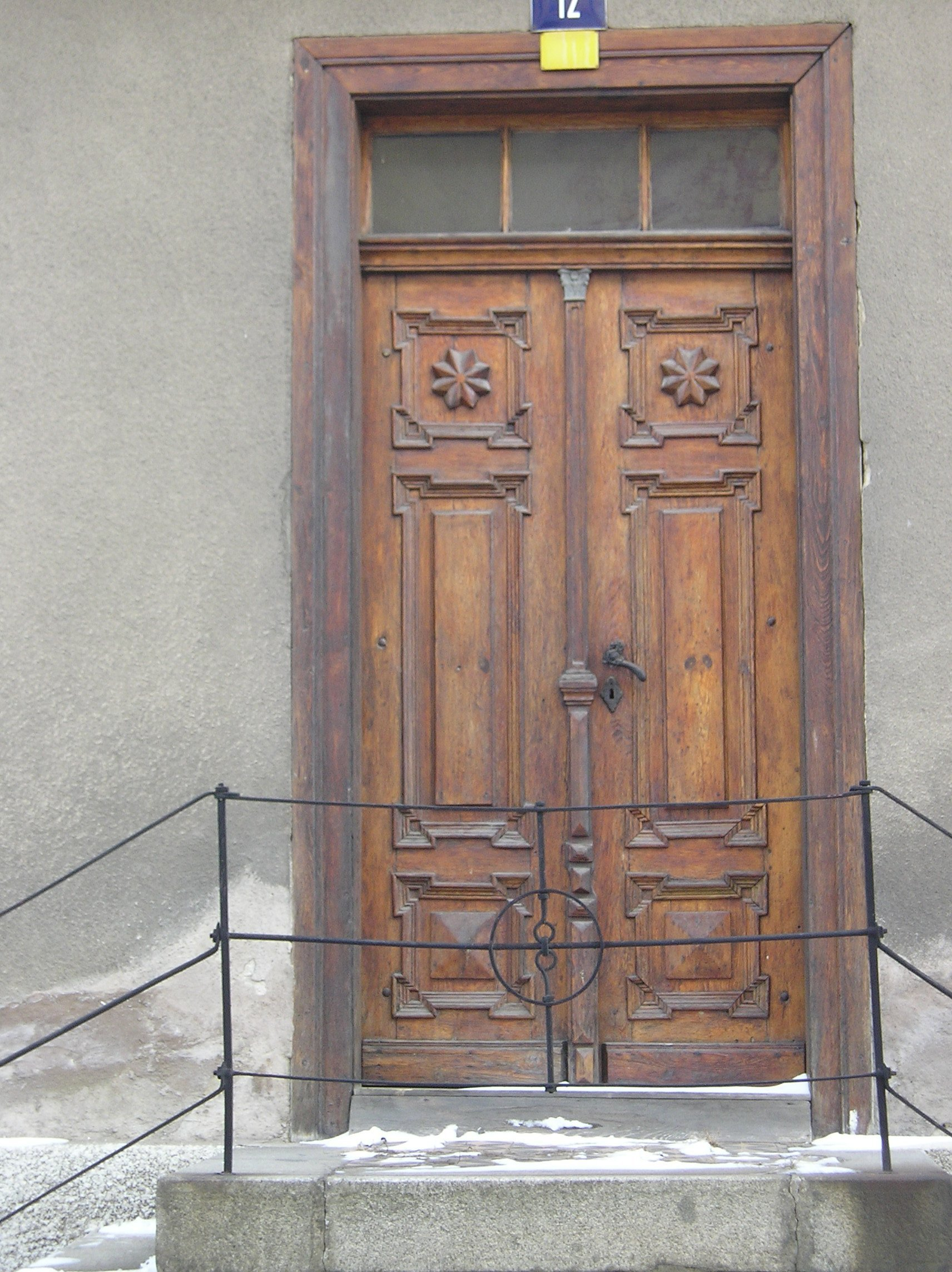
Dveře domu č. 12 v Žižkově ulici
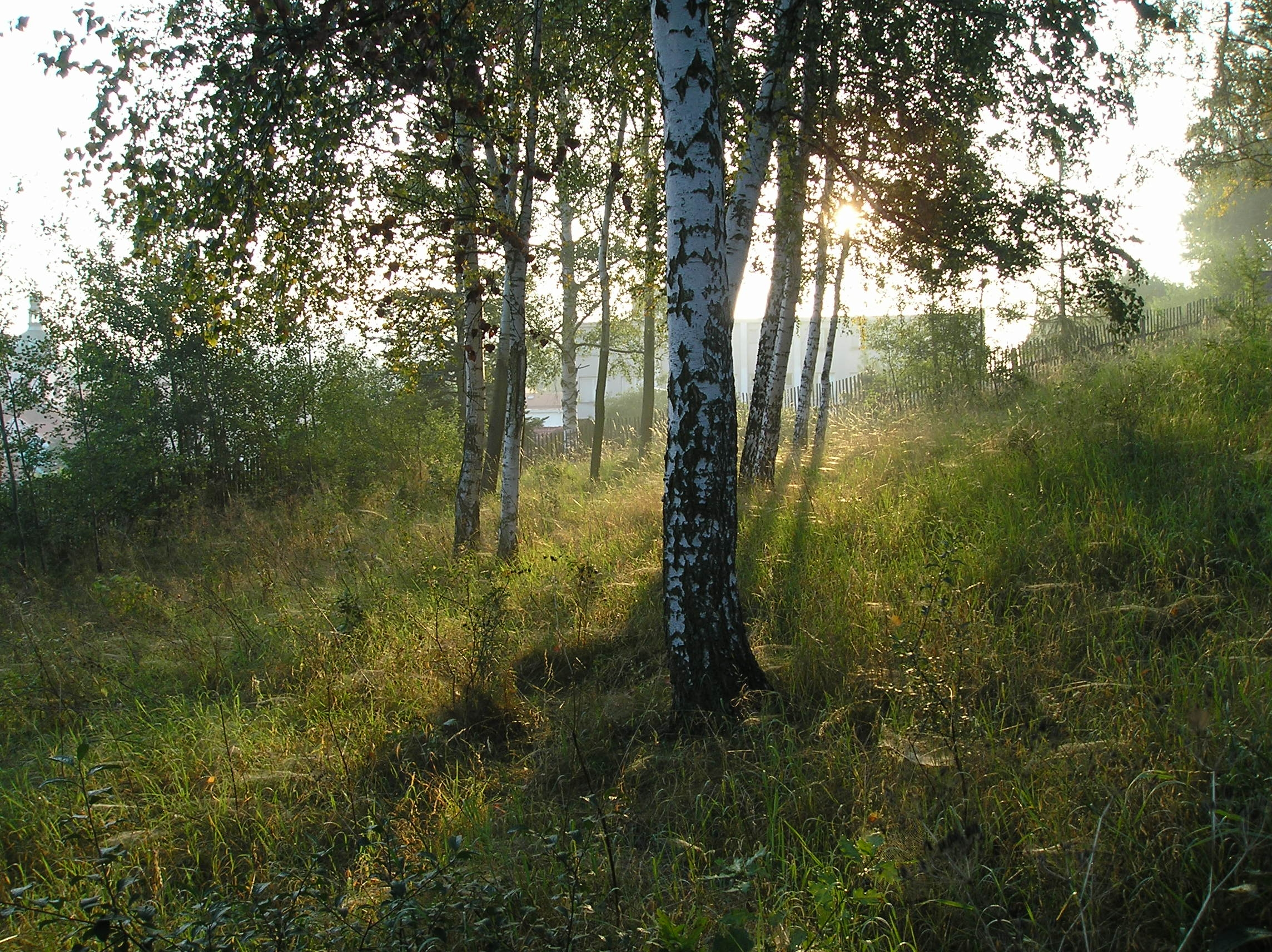
Porost na vrchu nad náměstím (vpravo za porostem obrysy zdravotního střediska, úplně vlevo věž kostela)
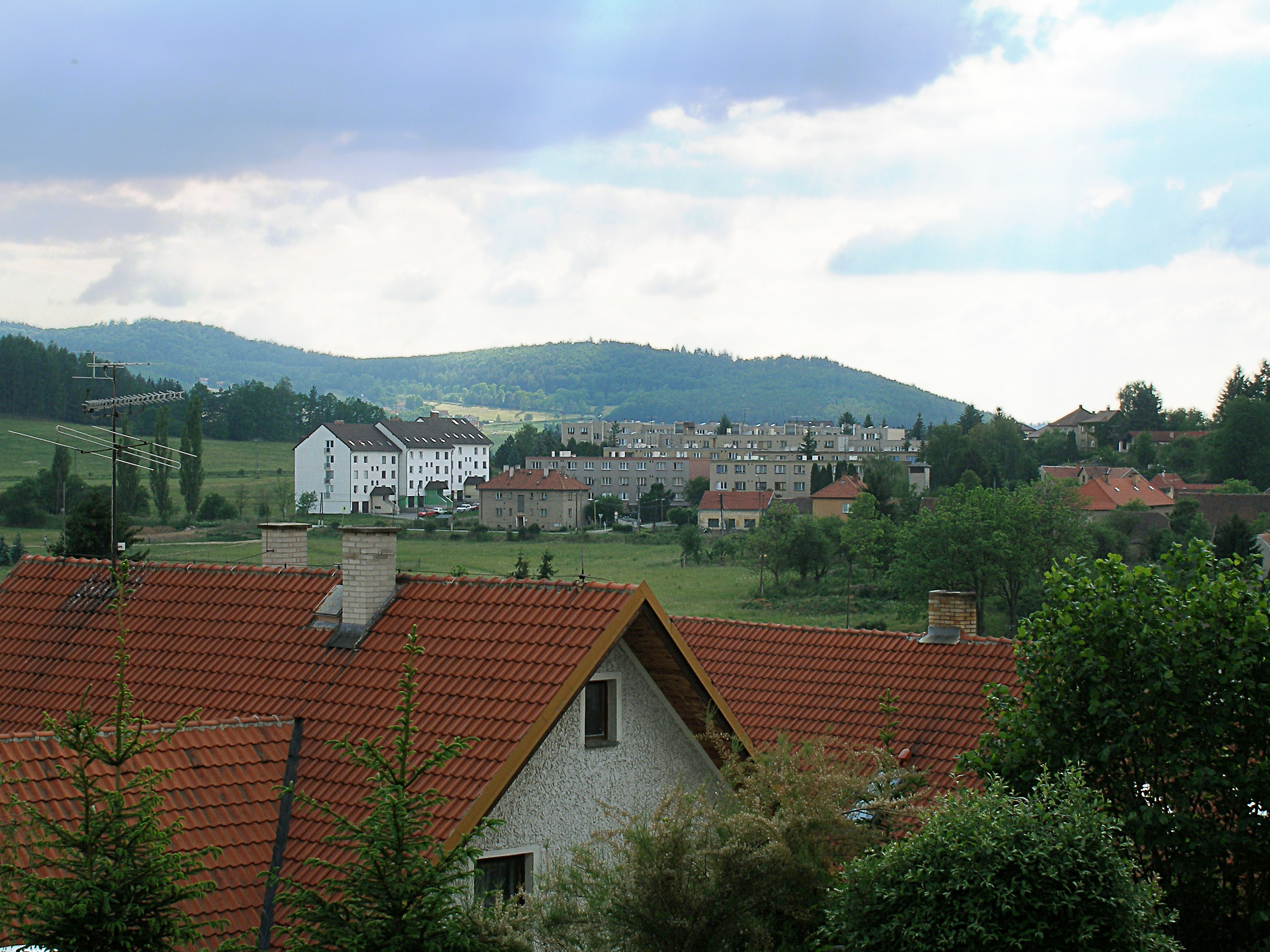
Pohled k sídlišti z ulice Na Hůrkách

## Partnerská obec
- Ledro, Itálie; 28. června 2008 byla podepsána dohoda o partnerství mezi Svazem obcí Valle di Ledro (sestávajícím z obcí: Molina di Ledro, Pieve di Ledro, Bezzecca, Concei, Tiarno di Sotto a Tiarno di Sopra; k 1. lednu 2010 se tyto obce sloučily do jediné obce pod společným názvem Ledro[38][39]) na straně jedné a osmi českými městy a obcemi (Příbram, Všeň, Milín, Buštěhrad, Nový Knín, Ptice, Chyňava, Doksy) na straně druhé.[40]

## Osobnosti
- Jan Pašek z Vratu, pražský primátor od 1518 do 14. března 1523 a od 14. března.1524 do 3. července 1527
- Jan Ferdinand Raus z Rausenbachu, císařský rada a ředitel císařských statků v době Marie Terezie
- Anna Holinová (1836–1910), láska Jana Nerudy
- Petr Miloslav Veselský (1810–1889), spisovatel, purkmistr a archivář kutnohorský; na rodném domě pamětní deska
- Čestmír Amort (1922–2013), historik
- Karel Janovský-Dráždanský (1926–2004), sportovní redaktor Svobodné Evropy
- Pavel Kalač (* 1943), chemik